# Курдська Вікіпедія
Курдська Вікіпедія (курд. Wîkîpediyaya kurdî) — розділ Вікіпедії курдською мовою. Створена у червні 2002 року. Курдська Вікіпедія станом на 27 березня 2025 року містить 90 291 статтю, 79 531 зареєстрованого користувача, 117 активних дописувачів, 3 адміністраторів
. Загальна кількість сторінок в курдській Вікіпедії — 285 209, редагувань — 1 930 379, завантажених файлів — 556
. Глибина (рівень розвитку мовного розділу) курдської Вікіпедії середня і становить 31.5 пунктів
. 

## Історія
- Квітень 2004 — створена 100-та стаття[3].
- Вересень 2004 — створена 1 000-на стаття[3].
- Січень 2008 — створена 10 000-на стаття[3].
- Серпень 2013 — створена 20 000-на стаття[4].
- Січень 2017 — створена 50 000-на стаття